# Napar

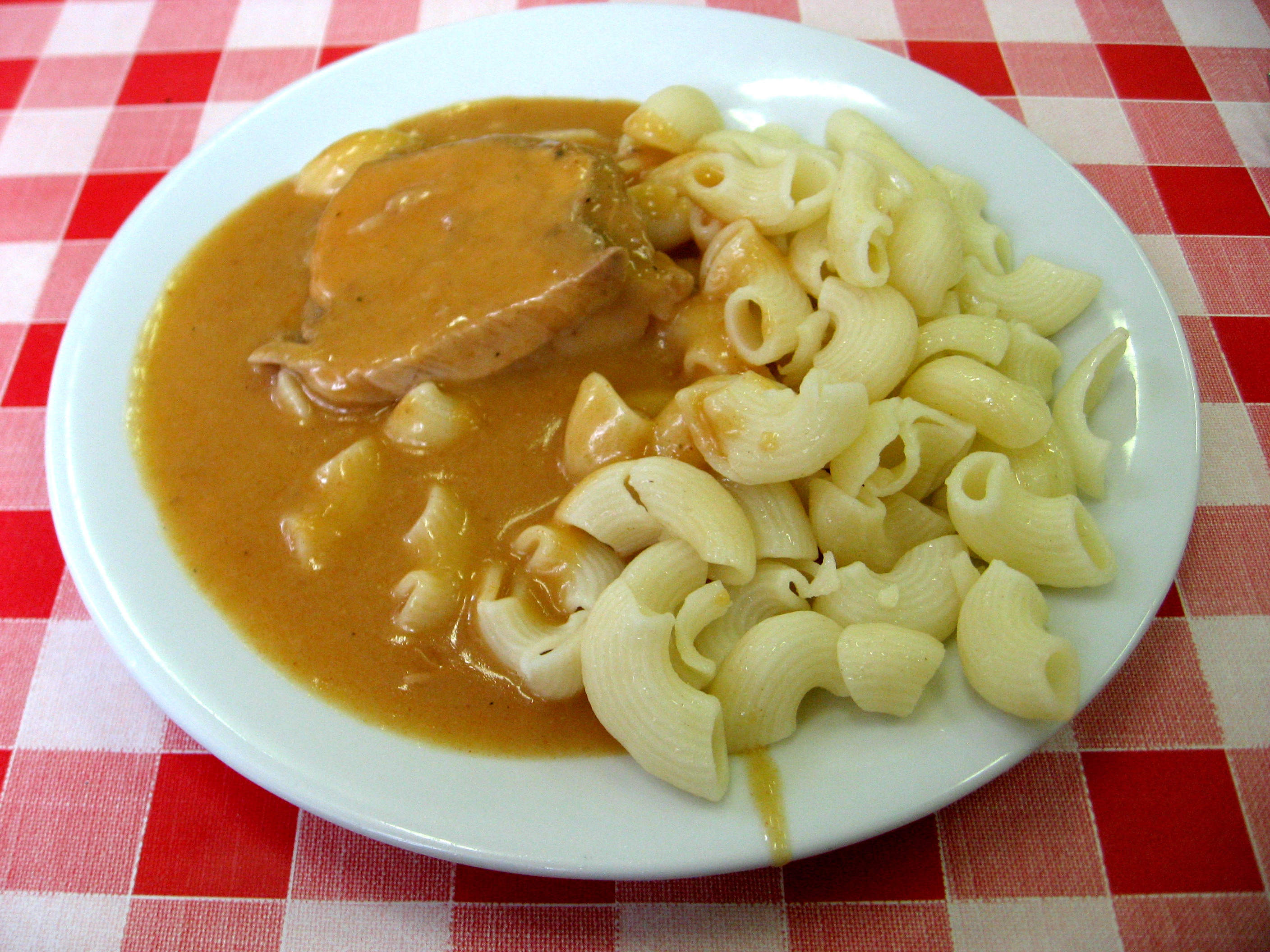
Cubrir un ingrediente con una salsa se denomina napar (o un salseado).

Se denomina napar al acto de cubrir, parcial o totalmente, un alimento mediante una salsa o crema con el objeto de que permanezca en su superficie. Del francés "nappe" (mantel), "napper" significa literalmente poner un mantel (de salsa), encima de algún alimento. La operación culinaria posee un sinónimo en salsear.
Suele realizarse en la cocina por el cocinero como parte de las operaciones de emplatado, o se realiza por los propios comensales (según su propia disposición) en la mesa mediante una salsera que porta la salsa. Algunas acciones de napado tienen nombre propio al realizarse en ciertos alimentos. Tal es el caso de sufratar, es decir, napar una pieza de carne o pescado con una salsa que al enfriarse permanece sobre la pieza.

## Usos
Napar se suele hacer con el objeto de saborizar un alimento, en algunas ocasiones la operación de napado se realiza con el objeto de decorarlo con la propia salsa. El acto de napar, a veces, forma parte de los procesos culinarios, como es el caso de rebozado de alimentos mediante salsas espesas, como por ejemplo el caso del napado mediante bechamel en los canelones con el objeto de ser posteriormente gratinados, o de la salsa Villeroi en las pechugas de pollo que posteriormente se empanan y se fríen, al igual que se hace con la salsa Colbert en algunos pescados como los lenguados. Algunas gastronomías poseen actos de napado de alimentos con frecuencia, tal es el caso de la pasta italiana. En repostería se realiza el acto de napar, por ejemplo, con chocolate, natas montadas, etc. sobre pasteles y otros dulces. 